# Buffalo, Wyoming
Buffalo là một thành phố quận lỵ quận Johnson trong bang Wyoming, Hoa Kỳ. Thành phố có tổng diện tích 9,1 km2. Theo điều tra dân số Hoa Kỳ năm 2000, thành phố có dân số 3900 người. 